# Norrent-Fontes
Norrent-Fontes è un comune francese di 1 466 abitanti situato nel dipartimento del Passo di Calais nella regione dell'Alta Francia.

## Società

### Evoluzione demografica
Abitanti censiti